# Campeonato Uruguayo de Primera División 2023
El Campeonato Uruguayo de Primera División 2023 fue el 120.º torneo de primera categoría organizado por la AUF, correspondiente al año 2023.
Esta edición tuvo la particularidad del debut absoluto de La Luz Fútbol Club en la divisional, que ascendió a Primera División por primera vez en sus 93 años de vida.
El campeón del torneo fue Liverpool, quien venció a Peñarol en la final por marcador global de 3–0, consiguiendo así su 1er título de campeón uruguayo.

## Sistema de disputa
Meses antes del final de la temporada 2022 se había llevado a cabo una propuesta para que el Torneo Intermedio se realizara en los primeros meses del año, previamente al Torneo Apertura y pasando a llamarse "Torneo Inicial", manteniendo el sistema de dos series de 8 equipos cada una, donde los ganadores de las respectivas series disputarán la final, a partido único y en cancha neutral. Finalmente, el día 19 de octubre de 2022 se confirmó por parte de los clubes que se mantendrá vigente el formato de las últimas temporadas, por lo cual la propuesta de adelantar el Torneo Intermedio quedó descartada. El campeón del mismo se asegurará, como mínimo, un cupo a la Copa Sudamericana 2024.
En cuanto al resto de la temporada, también se mantendrá el formato instalado en el fútbol uruguayo desde hace varias temporadas: el sistema de torneos Apertura y Clausura, en el que se cruzan todos contra todos a una rueda por torneo, y en el que ambos campeones también asegurarán participación internacional en la próxima temporada.
Para determinar al campeón uruguayo de la temporada, se juega una semifinal entre los campeones del Apertura y Clausura, accediendo el ganador a la final contra el club que más puntos sumó en la tabla anual. En el caso de que el ganador de la tabla anual coincida con el ganador del Apertura o del Clausura, el mismo se podrá consagrar campeón uruguayo ganando solamente un partido: la semifinal. En cambio, si el campeón del Apertura también se consagra en el Clausura (y por ende en la tabla anual), automáticamente se convierte en campeón uruguayo.
En cuanto a los cupos a competiciones internacionales, el proceso es el siguiente:
- A) El campeón del Campeonato Uruguayo, clasificará como Uruguay 1 a la siguiente Copa Libertadores.
- B) El vicecampeón (perdedor de la final del Campeonato Uruguayo si se disputa, y en caso contrario, el mejor ubicado en la Tabla Anual, exceptuando al campeón uruguayo) clasificará como Uruguay 2 a la siguiente Copa Libertadores.
- C) Los mejores ubicados en la tabla anual de la temporada, excluyendo al campeón y vicecampeón, clasificarán como Uruguay 3 y Uruguay 4 respectivamente a las fases previas de la siguiente Copa Libertadores.
- D) El campeón del torneo Apertura o Clausura, que no hubiere resultado campeón o vicecampeón del Campeonato Uruguayo ni hubiere obtenido la ubicación prevista en el literal C) del presente artículo, clasificará como Uruguay 1 a la siguiente Copa Sudamericana.
- E) El campeón del torneo Intermedio, que no hubiere resultado campeón o vicecampeón del Campeonato Uruguayo ni hubiere obtenido la ubicación prevista en el literal C) del presente artículo, clasificará como Uruguay 2 a la siguiente Copa Sudamericana.
- F) Los clubes que obtengan la mejor ubicación en la Tabla Anual clasificarán a la siguiente Copa Sudamericana, completando los 4 cupos definitivos a dicho Torneo.

Los descensos a la Segunda División Profesional se determinarán en base a una tabla de promedios arrastrando los puntajes de la temporada anterior, exceptuando a los equipos que provienen del ascenso, que promediarán su puntaje únicamente por su desempeño en la presente temporada.

## Equipos participantes

### Ascensos y descensos
Un total de 16 equipos disputarán el campeonato, incluyendo 13 equipos de la Primera División de Uruguay 2022 y 3 ascendidos desde la Segunda División de Uruguay 2022.
| Club   | Ascendido como                                   |
| ------ | ------------------------------------------------ |
| Racing | Campeón de la Segunda División 2022              |
| La Luz | Subcampeón de la Segunda División 2022           |
| Cerro  | Ganador del Play-Off de la Segunda División 2022 |

| Club      | Descendido como                    |
| --------- | ---------------------------------- |
| Albion    | 14.° de la tabla del descenso 2022 |
| Rentistas | 15.° de la tabla del descenso 2022 |
| Cerrito   | 16.° de la tabla del descenso 2022 |

### Información general
Las fechas de fundación de los equipos y el palmarés de títulos y subtítulos son elementos declarados por los propios clubes implicados. Todos los datos estadísticos corresponden únicamente a los Campeonatos Uruguayos organizados por la Asociación Uruguaya de Fútbol, no se incluyen los torneos de la FUF de 1923 y 1924 ni el Torneo del Consejo Provisorio 1926 en las temporadas contadas.
| Equipo               | Ciudad                 | Estadio de localía            | Capacidad | Fundación                | Temporadas | Temp. Consecutivas | Títulos | Subtítulos | Indumentaria    | 2022 |
| -------------------- | ---------------------- | ----------------------------- | --------- | ------------------------ | ---------- | ------------------ | ------- | ---------- | --------------- | ---- |
| Boston River         | Montevideo             | Juventud Parque Artigas       | 6148      | 20 de febrero de 1939    | 8          | 8                  | −       | −          | Kelme           | 4°   |
| Cerro                | Montevideo             | Monumental Luis Tróccoli      | 25.000    | 1 de diciembre de 1922   | 76         | 1                  | −       | 1          | Identidad Cerro |      |
| Cerro Largo          | Melo                   | Arq. Antonio Eleuterio Ubilla | 7000      | 19 de noviembre de 2002  | 10         | 5                  | −       | −          | Concreto        | 11°  |
| Danubio              | Montevideo             | Jardines del Hipódromo        | 18.000    | 1 de marzo de 1932       | 73         | 2                  | 4       | 4          | Mgr Sport       | 8°   |
| Defensor Sporting    | Montevideo             | Luis Franzini                 | 16.000    | 15 de marzo de 1913      | 96         | 2                  | 4       | 10         | Puma            | 7°   |
| Deportivo Maldonado  | Maldonado              | Domingo Burgueño Miguel       | 20.172    | 25 de agosto de 1928     | 10         | 4                  | −       | −          | Joma            | 3°   |
| Fénix                | Montevideo             | Parque Capurro                | 5097      | 7 de julio de 1916       | 42         | 15                 | −       | −          | Mgr Sport       | 10°  |
| La Luz               | Montevideo             | Parque Palermo                | 4072      | 19 de abril de 1929      | 1          | 1                  | −       | −          | Starbade        |      |
| Liverpool            | Montevideo             | Belvedere                     | 7780      | 15 de febrero de 1915    | 82         | 9                  | −       | 1          | Mgr Sport       | 2°   |
| Montevideo City      | Montevideo             | Estadio Charrúa               | 11.226    | 26 de diciembre de 2007  | 5          | 4                  | −       | −          | Puma            | 12°  |
| Montevideo Wanderers | Montevideo             | Parque Alfredo Víctor Viera   | 9000      | 15 de agosto de 1902     | 107        | 24                 | 3       | 8          | Umbro           | 9°   |
| Nacional             | Montevideo             | Gran Parque Central           | 34.000    | 14 de mayo de 1899       | 119        | 119                | 49      | 45         | Umbro           | 1°   |
| Peñarol              | Montevideo             | Campeón del Siglo             | 40.700    | 28 de septiembre de 1891 | 118        | 96                 | 51      | 40         | Puma            | 6°   |
| Plaza Colonia        | Colonia del Sacramento | Parque Juan Gaspar Prandi     | 3000      | 22 de abril de 1917      | 13         | 5                  | −       | −          | Mgr Sport       | 13°  |
| Racing               | Montevideo             | Parque Osvaldo Roberto        | 5400      | 6 de abril de 1919       | 54         | 1                  | −       | −          | Macron          |      |
| River Plate          | Montevideo             | Parque Federico Omar Saroldi  | 5165      | 11 de mayo de 1932       | 75         | 20                 | −       | 1          | Mgr Sport       | 5°   |

### Distribución geográfica de los equipos
| Localidad              | Cantidad | Equipos |
| ---------------------- | -------- | --- |
| Montevideo             | 13       | Boston River, Cerro, Danubio, Defensor Sporting, Fénix, La Luz, Liverpool, Montevideo City, Montevideo Wanderers, Nacional, Peñarol, Racing, River Plate |
| Colonia del Sacramento | 1        | Plaza Colonia |
| Maldonado              | 1        | Deportivo Maldonado |
| Melo                   | 1        | Cerro Largo |

## Entrenadores
| Equipo               | Entrenador inicial       | Entrenadores sustitutos      |
| -------------------- | ------------------------ | ---------------------------- |
| Boston River         | Daniel Farías Nuevo      | Alejandro Apud               |
| Cerro                | Danielo Núñez Continúa   | Héctor Burguez Interino      |
| Cerro                | Danielo Núñez Continúa   | Gustavo Ferreyra             |
| Cerro                | Danielo Núñez Continúa   | Damián Santín                |
| Cerro Largo          | Eduardo Espinel Nuevo    | Ignacio Ordóñez              |
| Cerro Largo          | Eduardo Espinel Nuevo    | Juan Jacinto Rodríguez       |
| Danubio              | Esteban Conde Nuevo      | Mario Saralegui              |
| Defensor Sporting    | Marcelo Méndez Continúa  |                              |
| Deportivo Maldonado  | Fabián Coito Nuevo       |                              |
| Fénix                | Damián Santín Nuevo      | Leonel Rocco                 |
| La Luz               | Julio Fuentes Continúa   | Federico Porto Interino      |
| La Luz               | Julio Fuentes Continúa   | Ignacio Pallas               |
| La Luz               | Julio Fuentes Continúa   | Marcelo Russo                |
| Liverpool            | Jorge Bava Continúa      |                              |
| Montevideo City      | Ignacio Ithurralde Nuevo | Lucas Nardi                  |
| Montevideo City      | Ignacio Ithurralde Nuevo | Leonardo Ramos               |
| Montevideo Wanderers | Sergio Blanco Continúa   | Alejandro Capuccio           |
| Nacional             | Ricardo Zielinski Nuevo  | Álvaro Gutiérrez             |
| Nacional             | Ricardo Zielinski Nuevo  | Álvaro Recoba                |
| Peñarol              | Alfredo Arias Nuevo      | Juan Manuel Olivera Interino |
| Peñarol              | Alfredo Arias Nuevo      | Darío Rodríguez              |
| Peñarol              | Alfredo Arias Nuevo      | Juan Manuel Olivera Interino |
| Peñarol              | Alfredo Arias Nuevo      | Diego Aguirre                |
| Plaza Colonia        | Nicolás Vigneri Nuevo    | Adrián Fernández             |
| Plaza Colonia        | Nicolás Vigneri Nuevo    | Sebastián Díaz Interino      |
| Racing               | Gustavo Fermani Nuevo    | Eduardo Espinel              |
| River Plate          | Gustavo Díaz Continúa    | Ignacio Ithurralde           |

### Cambios de entrenadores
| Equipo               | Entrenador saliente       | Partidos dirigidos | Fecha de salida          | Tipo de salida     | Posición en la tabla | Entrenador entrante    | Fecha de nombramiento    |
| -------------------- | ------------------------- | ------------------ | ------------------------ | ------------------ | -------------------- | ---------------------- | ------------------------ |
| La Luz               | Julio Fuentes (1-2)       | 2                  | 17 de febrero de 2023    | Común acuerdo      | 15°                  | Federico Porto         | 18 de febrero de 2023    |
| La Luz               | Federico Porto (3)        | 1                  | 20 de febrero de 2023    | Fin del interinato | 16°                  | Ignacio Pallas         | 20 de febrero de 2023    |
| Nacional             | Ricardo Zielinski (1-7)   | 7                  | 19 de marzo de 2023      | Común acuerdo      | 3°                   | Álvaro Gutiérrez       | 20 de marzo de 2023      |
| Fénix                | Damián Santín (1-9)       | 9                  | 2 de abril de 2023       | Común acuerdo      | 16°                  | Leonel Rocco           | 4 de abril de 2023       |
| Boston River         | Daniel Farías (1-9)       | 9                  | 3 de abril de 2023       | Destitución        | 14°                  | Alejandro Apud         | 4 de abril de 2023       |
| Cerro                | Danielo Núñez (1-9)       | 9                  | 4 de abril de 2023       | Común acuerdo      | 13°                  | Héctor Burguez         | 5 de abril de 2023       |
| Cerro                | Héctor Burguez (10)       | 1                  | 10 de abril de 2023      | Fin del interinato | 12°                  | Gustavo Ferreyra       | 5 de abril de 2023       |
| Montevideo City      | Ignacio Ithurralde (1-10) | 10                 | 10 de abril de 2023      | Común acuerdo      | 11°                  | Lucas Nardi            | 11 de abril de 2023      |
| Plaza Colonia        | Nicolás Vigneri (1-15)    | 15                 | 17 de mayo de 2023       | Común acuerdo      | 12°                  | Adrián Fernández       | 22 de mayo de 2023       |
| Peñarol              | Alfredo Arias (1-17)      | 17                 | 18 de junio de 2023      | Destitución        | 1°                   | Juan Manuel Olivera    | 20 de junio de 2023      |
| Peñarol              | Juan Manuel Olivera (18)  | 1                  | 26 de junio de 2023      | Fin del interinato | 1°                   | Darío Rodríguez        | 26 de junio de 2023      |
| Cerro Largo          | Eduardo Espinel (1-19)    | 19                 | 2 de julio de 2023       | Renuncia           | 6°                   | Ignacio Ordóñez        | 3 de julio de 2023       |
| La Luz               | Ignacio Pallas (4-22)     | 19                 | 23 de julio de 2023      | Destitución        | 14°                  | Marcelo Russo          | 24 de julio de 2023      |
| River Plate          | Gustavo Díaz (1-22)       | 22                 | 24 de julio de 2023      | Renuncia           | 7°                   | Ignacio Ithurralde     | 30 de julio de 2023      |
| Danubio              | Esteban Conde (1-24)      | 24                 | 26 de agosto de 2023     | Destitución        | 12°                  | Mario Saralegui        | 28 de agosto de 2023     |
| Plaza Colonia        | Adrián Fernández (16-24)  | 9                  | 28 de agosto de 2023     | Común acuerdo      | 16°                  | Sebastián Díaz         | 28 de agosto de 2023     |
| Montevideo City      | Lucas Nardi (11-25)       | 15                 | 9 de septiembre de 2023  | Renuncia           | 11°                  | Leonardo Ramos         | 13 de septiembre de 2023 |
| Racing               | Gustavo Fermani (1-25)    | 25                 | 13 de septiembre de 2023 | Renuncia           | 12°                  | Eduardo Espinel        | 15 de septiembre de 2023 |
| Cerro                | Gustavo Ferreyra (11-25)  | 15                 | 2 de octubre de 2023     | Común acuerdo      | 10°                  | Damián Santín          | 2 de octubre de 2023     |
| Nacional             | Álvaro Gutiérrez (8-28)   | 21                 | 20 de octubre de 2023    | Común acuerdo      | 3°                   | Álvaro Recoba          | 20 de octubre de 2023    |
| Peñarol              | Darío Rodríguez (19-32)   | 14                 | 15 de noviembre de 2023  | Destitución        | 1°                   | Juan Manuel Olivera    | 15 de noviembre de 2023  |
| Montevideo Wanderers | Sergio Blanco (1-32)      | 32                 | 15 de noviembre de 2023  | Renuncia           | 5°                   | Alejandro Capuccio     | 17 de noviembre de 2023  |
| Cerro Largo          | Ignacio Ordóñez (20-32)   | 13                 | 16 de noviembre de 2023  | Destitución        | 8°                   | Juan Jacinto Rodríguez | 17 de noviembre de 2023  |
| Peñarol              | Juan Manuel Olivera       | 1                  | 21 de noviembre de 2023  | Fin del interinato | 2°                   | Diego Aguirre          | 21 de noviembre de 2023  |

## Desarrollo

### Torneo Apertura "Sr. Julio César Morales"
| Pos. | Equipo               | Pts. | PJ | G  | E | P | GF | GC | Dif. |  |
| ---- | -------------------- | ---- | -- | -- | - | - | -- | -- | ---- |  |
| 1    | Peñarol (C)          | 34   | 15 | 10 | 4 | 1 | 25 | 11 | +14  |  |
| 2    | Nacional             | 29   | 15 | 8  | 5 | 2 | 28 | 11 | +17  |  |
| 3    | Defensor Sporting    | 25   | 15 | 6  | 7 | 2 | 27 | 14 | +13  |  |
| 4    | Cerro Largo          | 25   | 15 | 6  | 7 | 2 | 13 | 10 | +3   |  |
| 5    | Liverpool            | 23   | 15 | 6  | 5 | 4 | 24 | 19 | +5   |  |
| 6    | Montevideo Wanderers | 23   | 15 | 6  | 5 | 4 | 16 | 12 | +4   |  |
| 7    | River Plate          | 20   | 15 | 5  | 5 | 5 | 17 | 19 | −2   |  |
| 8    | Deportivo Maldonado  | 20   | 15 | 5  | 5 | 5 | 18 | 23 | −5   |  |
| 9    | La Luz               | 18   | 15 | 5  | 4 | 6 | 23 | 27 | −4   |  |
| 10   | Cerro                | 16   | 15 | 3  | 7 | 5 | 13 | 16 | −3   |  |
| 11   | Montevideo City      | 16   | 15 | 3  | 5 | 7 | 15 | 24 | −9   |  |
| 12   | Plaza Colonia        | 16   | 15 | 4  | 4 | 7 | 15 | 25 | −10  |  |
| 13   | Danubio              | 15   | 15 | 3  | 6 | 6 | 20 | 19 | +1   |  |
| 14   | Racing               | 15   | 15 | 3  | 6 | 6 | 13 | 17 | −4   |  |
| 15   | Boston River         | 12   | 15 | 2  | 6 | 7 | 15 | 23 | −8   |  |
| 16   | Fénix                | 12   | 15 | 3  | 3 | 9 | 11 | 23 | −12  |  |

 Fuente: AUF
Notas:
1. ↑  A Liverpool se le devolvieron los 3 puntos que en un principio se le habían quitado contra Boston River por la 13.ª fecha del Torneo Apertura, tras el fallo en la apelacion de que el jugador Rodrigo Rivero disputó el partido sin contar con el Carnet del Futbolista.
2. ↑  A La Luz se le quitó el punto obtenido en el empate frente a Montevideo City por la 4.ª fecha, debido a que un jugador disputó el partido con su contrato laboral vencido.
3. ↑  La AUF le adjudicó 2 puntos a Montevideo City luego de su encuentro ante La Luz por la 4.ª fecha.

|  | Campeón del Torneo Apertura y clasificado a la semifinal del Campeonato Uruguayo. |

|                            |
|                            |
| Campeón Peñarol 6.º título |

### Torneo Intermedio "Sr. Omar Borrás"

#### Grupo A
| Pos. | Equipo               | Pts. | PJ | G | E | P | GF | GC | Dif. |  |
| ---- | -------------------- | ---- | -- | - | - | - | -- | -- | ---- |  |
| 1    | Defensor Sporting    | 14   | 7  | 4 | 2 | 1 | 11 | 5  | +6   |  |
| 2    | Montevideo Wanderers | 12   | 7  | 3 | 3 | 1 | 10 | 6  | +4   |  |
| 3    | Danubio              | 11   | 7  | 3 | 2 | 2 | 6  | 4  | +2   |  |
| 4    | Peñarol              | 10   | 7  | 3 | 1 | 3 | 9  | 9  | 0    |  |
| 5    | Boston River         | 9    | 7  | 3 | 0 | 4 | 8  | 7  | +1   |  |
| 6    | River Plate          | 9    | 7  | 2 | 3 | 2 | 5  | 7  | −2   |  |
| 7    | Montevideo City      | 8    | 7  | 2 | 2 | 3 | 8  | 8  | 0    |  |
| 8    | La Luz               | 4    | 7  | 1 | 1 | 5 | 6  | 17 | −11  |  |

 Fuente: AUF
|  | Ganador del Grupo A y clasificado a la Final del Torneo Intermedio. |

#### Grupo B
| Pos. | Equipo              | Pts. | PJ | G | E | P | GF | GC | Dif. |  |
| ---- | ------------------- | ---- | -- | - | - | - | -- | -- | ---- |  |
| 1    | Liverpool           | 16   | 7  | 5 | 1 | 1 | 15 | 8  | +7   |  |
| 2    | Cerro               | 12   | 7  | 3 | 3 | 1 | 6  | 4  | +2   |  |
| 3    | Nacional            | 11   | 7  | 3 | 2 | 2 | 12 | 8  | +4   |  |
| 4    | Racing              | 10   | 7  | 3 | 1 | 3 | 12 | 12 | 0    |  |
| 5    | Fénix               | 9    | 7  | 2 | 3 | 2 | 7  | 5  | +2   |  |
| 6    | Cerro Largo         | 8    | 7  | 2 | 2 | 3 | 8  | 9  | −1   |  |
| 7    | Deportivo Maldonado | 5    | 7  | 1 | 2 | 4 | 7  | 13 | −6   |  |
| 8    | Plaza Colonia       | 4    | 7  | 0 | 4 | 3 | 9  | 17 | −8   |  |

 Fuente: AUF
|  | Ganador del Grupo B y clasificado a la Final del Torneo Intermedio. |

#### Final
| Torneo Intermedio; 30 de julio de 2023 | Defensor Sporting | 0:1 (0:0) | Liverpool        | Parque Alfredo Víctor Viera, Montevideo                |                                                        |
| 16:00 (UTC-3)                          |                   | Reporte   | R. Izquierdo 84' | Asistencia: 5472 espectadores Árbitro(s): Javier Feres | Asistencia: 5472 espectadores Árbitro(s): Javier Feres |

|                              |
|                              |
| Campeón Liverpool 2.º título |

### Torneo Clausura "Sr. Emilio Fernández"
| Pos. | Equipo               | Pts. | PJ | G  | E | P | GF | GC | Dif. |  |
| ---- | -------------------- | ---- | -- | -- | - | - | -- | -- | ---- |  |
| 1    | Liverpool (C)        | 35   | 15 | 11 | 2 | 2 | 23 | 8  | +15  |  |
| 2    | Peñarol              | 25   | 15 | 6  | 7 | 2 | 19 | 13 | +6   |  |
| 3    | Racing               | 25   | 15 | 7  | 4 | 4 | 16 | 13 | +3   |  |
| 4    | Nacional             | 24   | 15 | 6  | 6 | 3 | 20 | 17 | +3   |  |
| 5    | Danubio              | 22   | 15 | 6  | 4 | 5 | 15 | 14 | +1   |  |
| 6    | Defensor Sporting    | 21   | 15 | 6  | 3 | 6 | 19 | 13 | +6   |  |
| 7    | Montevideo City      | 21   | 15 | 6  | 3 | 6 | 21 | 20 | +1   |  |
| 8    | Boston River         | 20   | 15 | 6  | 2 | 7 | 17 | 16 | +1   |  |
| 9    | Plaza Colonia        | 19   | 15 | 4  | 7 | 4 | 13 | 15 | −2   |  |
| 10   | River Plate          | 19   | 15 | 5  | 4 | 6 | 9  | 14 | −5   |  |
| 11   | Deportivo Maldonado  | 18   | 15 | 5  | 3 | 7 | 14 | 19 | −5   |  |
| 12   | Cerro Largo          | 17   | 15 | 4  | 5 | 6 | 14 | 17 | −3   |  |
| 13   | Fénix                | 16   | 15 | 3  | 7 | 5 | 11 | 15 | −4   |  |
| 14   | Cerro                | 15   | 15 | 3  | 6 | 6 | 12 | 15 | −3   |  |
| 15   | Montevideo Wanderers | 15   | 15 | 4  | 3 | 8 | 13 | 21 | −8   |  |
| 16   | La Luz               | 13   | 15 | 3  | 4 | 8 | 13 | 19 | −6   |  |

Actualizado a los partidos jugados el 8 de diciembre de 2023.
 Fuente: AUF
|  | Campeón del Torneo Clausura y clasificado a la semifinal del Campeonato Uruguayo. |

|                              |
|                              |
| Campeón Liverpool 2.º título |

## Tabla anual
| Pos. | Equipo               | Pts. | PJ | G  | E  | P  | GF | GC | Dif. |  |
| ---- | -------------------- | ---- | -- | -- | -- | -- | -- | -- | ---- |  |
| 1    | Liverpool            | 74   | 37 | 22 | 8  | 7  | 62 | 35 | +27  |  |
| 2    | Peñarol              | 69   | 37 | 19 | 12 | 6  | 53 | 33 | +20  |  |
| 3    | Nacional             | 64   | 37 | 17 | 13 | 7  | 60 | 36 | +24  |  |
| 4    | Defensor Sporting    | 60   | 37 | 16 | 12 | 9  | 57 | 32 | +25  |  |
| 5    | Montevideo Wanderers | 50   | 37 | 13 | 11 | 13 | 39 | 39 | 0    |  |
| 6    | Racing               | 50   | 37 | 13 | 11 | 13 | 41 | 42 | −1   |  |
| 7    | Cerro Largo          | 50   | 37 | 12 | 14 | 11 | 35 | 36 | −1   |  |
| 8    | Danubio              | 48   | 37 | 12 | 12 | 13 | 41 | 37 | +4   |  |
| 9    | River Plate          | 48   | 37 | 12 | 12 | 13 | 31 | 40 | −9   |  |
| 10   | Montevideo City      | 45   | 37 | 11 | 10 | 16 | 44 | 52 | −8   |  |
| 11   | Cerro                | 43   | 37 | 9  | 16 | 12 | 31 | 35 | −4   |  |
| 12   | Deportivo Maldonado  | 43   | 37 | 11 | 10 | 16 | 39 | 55 | −16  |  |
| 13   | Boston River         | 41   | 37 | 11 | 8  | 18 | 40 | 46 | −6   |  |
| 14   | Plaza Colonia        | 39   | 37 | 8  | 15 | 14 | 37 | 57 | −20  |  |
| 15   | Fénix                | 37   | 37 | 8  | 13 | 16 | 29 | 43 | −14  |  |
| 16   | La Luz               | 35   | 37 | 9  | 9  | 19 | 42 | 63 | −21  |  |

Actualizado a los partidos jugados el 8 de diciembre de 2023.
 Fuente: AUF
Notas:
1. ↑  La AUF le adjudicó 2 puntos a Montevideo City luego de su encuentro ante La Luz por la 4.ª fecha del Torneo Apertura.
2. ↑  A La Luz se le quitó el punto obtenido en el empate frente a Montevideo City por la 4.ª fecha del Torneo Apertura, debido a que el jugador Álvaro González disputó el partido con su contrato laboral vencido.

|  | En zona de clasificación a la Final del Campeonato Uruguayo 2023 y a la Fase de grupos de la Copa Libertadores 2024. |
|  | En zona de clasificación a la Fase de grupos de la Copa Libertadores 2024.                                           |
|  | En zona de clasificación a la Fase 2 de la Copa Libertadores 2024.                                                   |
|  | En zona de clasificación a la Fase 1 de la Copa Libertadores 2024.                                                   |
|  | En zona de clasificación a la Copa Sudamericana 2024.                                                                |

### Evolución de la clasificación
| Jornada / Equipo     | 1         | 2  | 3  | 4  | 5  | 6  | 7  | 8  | 9  | 10 | 11 | 12 | 13 | 14 | 15 | 16 | 17 | 18 | 19 | 20 | 21 | 22 | 23 | 24 | 25 | 26 | 27 | 28 | 29 | 30 | 31 | 32 | 33 | 34 | 35 | 36 | 37 |   |
| -------------------- | --------- | -- | -- | -- | -- | -- | -- | -- | -- | -- | -- | -- | -- | -- | -- | -- | -- | -- | -- | -- | -- | -- | -- | -- | -- | -- | -- | -- | -- | -- | -- | -- | -- | -- | -- | -- | -- | - |
| Jornada / Equipo     | Liverpool | 10 | 12 | 5  | 8  | 10 | 10 | 9  | 7  | 8  | 6  | 6  | 6  | 6  | 6  | 6  | 6  | 4  | 4  | 4  | 4  | 4  | 4  | 4  | 3  | 4  | 3  | 3  | 2  | 2  | 2  | 2  | 2  | 2  | 1  | 1  | 1  | 1 |
| Peñarol              | 4         | 1  | 1  | 1  | 1  | 1  | 1  | 1  | 1  | 1  | 1  | 1  | 1  | 1  | 1  | 1  | 1  | 1  | 1  | 1  | 1  | 1  | 1  | 1  | 1  | 1  | 1  | 1  | 1  | 1  | 1  | 1  | 1  | 2  | 2  | 2  | 2  |   |
| Nacional             | 6         | 6  | 9  | 5  | 5  | 3  | 3  | 3  | 5  | 4  | 3  | 2  | 2  | 2  | 2  | 2  | 2  | 2  | 2  | 2  | 3  | 2  | 2  | 4  | 3  | 2  | 2  | 3  | 4  | 4  | 4  | 4  | 4  | 4  | 4  | 3  | 3  |   |
| Defensor Sporting    | 13        | 13 | 10 | 10 | 4  | 6  | 2  | 2  | 2  | 2  | 2  | 4  | 3  | 3  | 3  | 3  | 3  | 3  | 3  | 3  | 2  | 3  | 3  | 2  | 2  | 4  | 4  | 4  | 3  | 3  | 3  | 3  | 3  | 3  | 3  | 4  | 4  |   |
| Montevideo Wanderers | 2         | 2  | 2  | 2  | 2  | 7  | 7  | 6  | 4  | 5  | 4  | 5  | 5  | 5  | 5  | 5  | 6  | 6  | 5  | 5  | 6  | 5  | 5  | 5  | 5  | 5  | 5  | 5  | 5  | 5  | 5  | 5  | 5  | 6  | 6  | 6  | 5  |   |
| Racing               | 16        | 14 | 15 | 15 | 16 | 12 | 12 | 9  | 11 | 10 | 10 | 11 | 9  | 10 | 14 | 15 | 12 | 10 | 12 | 12 | 12 | 10 | 12 | 13 | 12 | 13 | 10 | 8  | 8  | 8  | 10 | 7  | 6  | 5  | 5  | 5  | 6  |   |
| Cerro Largo          | 5         | 4  | 3  | 4  | 3  | 2  | 4  | 4  | 3  | 3  | 5  | 3  | 4  | 4  | 4  | 4  | 5  | 5  | 6  | 6  | 5  | 6  | 6  | 6  | 6  | 6  | 6  | 6  | 6  | 6  | 6  | 8  | 7  | 8  | 8  | 8  | 7  |   |
| Danubio              | 8         | 11 | 14 | 7  | 8  | 5  | 6  | 5  | 7  | 9  | 9  | 10 | 11 | 13 | 13 | 14 | 11 | 8  | 9  | 8  | 9  | 9  | 10 | 12 | 9  | 12 | 13 | 14 | 13 | 10 | 11 | 9  | 9  | 10 | 10 | 9  | 8  |   |
| River Plate          | 11        | 9  | 7  | 6  | 6  | 4  | 5  | 8  | 6  | 7  | 7  | 7  | 8  | 8  | 7  | 9  | 7  | 7  | 8  | 7  | 7  | 7  | 7  | 7  | 7  | 7  | 7  | 7  | 7  | 7  | 7  | 6  | 8  | 7  | 7  | 7  | 9  |   |
| Montevideo City      | 9         | 3  | 8  | 9  | 12 | 11 | 13 | 13 | 10 | 11 | 11 | 9  | 10 | 9  | 11 | 12 | 14 | 13 | 14 | 14 | 15 | 13 | 9  | 9  | 11 | 9  | 9  | 11 | 14 | 12 | 12 | 13 | 13 | 13 | 12 | 10 | 10 |   |
| Cerro                | 15        | 8  | 6  | 11 | 11 | 13 | 11 | 12 | 13 | 12 | 14 | 14 | 13 | 15 | 10 | 11 | 13 | 14 | 11 | 10 | 8  | 8  | 8  | 8  | 10 | 8  | 8  | 10 | 10 | 11 | 9  | 11 | 12 | 12 | 13 | 13 | 11 |   |
| Deportivo Maldonado  | 7         | 5  | 4  | 3  | 7  | 9  | 10 | 11 | 9  | 8  | 8  | 8  | 7  | 7  | 8  | 8  | 10 | 9  | 10 | 9  | 10 | 11 | 11 | 11 | 8  | 11 | 12 | 12 | 11 | 13 | 13 | 12 | 10 | 9  | 9  | 11 | 12 |   |
| Boston River         | 3         | 10 | 12 | 13 | 15 | 15 | 14 | 14 | 14 | 15 | 15 | 15 | 15 | 14 | 15 | 10 | 8  | 11 | 7  | 11 | 11 | 12 | 14 | 10 | 13 | 10 | 11 | 9  | 9  | 9  | 8  | 10 | 11 | 11 | 11 | 12 | 13 |   |
| Plaza Colonia        | 12        | 16 | 13 | 14 | 9  | 8  | 9  | 10 | 12 | 13 | 12 | 12 | 12 | 12 | 12 | 13 | 15 | 15 | 16 | 16 | 16 | 16 | 16 | 16 | 16 | 16 | 14 | 13 | 12 | 15 | 14 | 15 | 15 | 15 | 15 | 14 | 14 |   |
| Fénix                | 1         | 7  | 11 | 12 | 14 | 14 | 16 | 15 | 16 | 16 | 16 | 16 | 16 | 16 | 16 | 16 | 16 | 16 | 15 | 15 | 14 | 15 | 15 | 15 | 15 | 15 | 16 | 16 | 16 | 16 | 16 | 16 | 16 | 16 | 16 | 16 | 15 |   |
| La Luz               | 14        | 15 | 16 | 16 | 13 | 16 | 15 | 16 | 15 | 14 | 13 | 13 | 14 | 11 | 9  | 7  | 9  | 12 | 13 | 13 | 13 | 14 | 13 | 14 | 14 | 14 | 15 | 15 | 15 | 14 | 15 | 14 | 14 | 14 | 14 | 15 | 16 |   |

## Tabla del descenso
| Pos.                                         | Equipo               | PJ 2022 | PTS 2022 | PJ 2023 | PTS 2023 | PJ | PTS | DG  | Prom. |
| -------------------------------------------- | -------------------- | ------- | -------- | ------- | -------- | -- | --- | --- | ----- |
| 1.°                                          | Liverpool            | 37      | 74       | 37      | 74       | 74 | 148 | +56 | 2,000 |
| 2.°                                          | Nacional             | 37      | 81       | 37      | 64       | 74 | 145 | +73 | 1,959 |
| 3.°                                          | Peñarol              | 37      | 59       | 37      | 69       | 74 | 128 | +32 | 1,729 |
| 4.°                                          | Defensor Sporting    | 37      | 58       | 37      | 60       | 74 | 118 | +31 | 1,595 |
| 5.°                                          | River Plate          | 37      | 60       | 37      | 48       | 74 | 108 | +14 | 1,459 |
| 6.°                                          | Deportivo Maldonado  | 37      | 63       | 37      | 43       | 74 | 106 | −6  | 1,432 |
| 7.°                                          | Danubio              | 37      | 56       | 37      | 48       | 74 | 104 | +14 | 1,405 |
| 8.°                                          | Boston River         | 37      | 62       | 37      | 41       | 74 | 103 | +7  | 1,392 |
| 9.°                                          | Montevideo Wanderers | 37      | 51       | 37      | 50       | 74 | 101 | +2  | 1,365 |
| 10.°                                         | Racing               | -       | -        | 37      | 50       | 37 | 50  | −1  | 1,351 |
| 11.°                                         | Cerro Largo          | 37      | 40       | 37      | 50       | 74 | 90  | −24 | 1,216 |
| 12.°                                         | Cerro                | -       | -        | 37      | 43       | 37 | 43  | −4  | 1,162 |
| 13.°                                         | Fénix                | 37      | 49       | 37      | 37       | 74 | 86  | −18 | 1,162 |
| 14.°                                         | Montevideo City (D)  | 37      | 36       | 37      | 45       | 74 | 81  | −22 | 1,095 |
| 15.°                                         | Plaza Colonia (D)    | 37      | 35       | 37      | 39       | 74 | 74  | −33 | 1,000 |
| 16.°                                         | La Luz (D)           | -       | -        | 37      | 35       | 37 | 35  | −21 | 0,946 |
| Última actualización: 8 de diciembre de 2023 |                      |         |          |         |          |    |     |     |       |

|  | Descendieron al Campeonato Uruguayo de Segunda División 2024 |

### Evolución de la clasificación
| Jornada / Equipo     | 1         | 2  | 3  | 4  | 5  | 6  | 7  | 8  | 9  | 10 | 11 | 12 | 13 | 14 | 15 | 16 | 17 | 18 | 19 | 20 | 21 | 22 | 23 | 24 | 25 | 26 | 27 | 28 | 29 | 30 | 31 | 32 | 33 | 34 | 35 | 36 | 37 |   |
| -------------------- | --------- | -- | -- | -- | -- | -- | -- | -- | -- | -- | -- | -- | -- | -- | -- | -- | -- | -- | -- | -- | -- | -- | -- | -- | -- | -- | -- | -- | -- | -- | -- | -- | -- | -- | -- | -- | -- | - |
| Jornada / Equipo     | Liverpool | 2  | 2  | 2  | 2  | 2  | 2  | 2  | 2  | 2  | 2  | 2  | 2  | 2  | 2  | 2  | 2  | 2  | 2  | 2  | 2  | 2  | 2  | 2  | 2  | 2  | 2  | 2  | 2  | 2  | 2  | 1  | 1  | 1  | 1  | 1  | 1  | 1 |
| Nacional             | 1         | 1  | 1  | 1  | 1  | 1  | 1  | 1  | 1  | 1  | 1  | 1  | 1  | 1  | 1  | 1  | 1  | 1  | 1  | 1  | 1  | 1  | 1  | 1  | 1  | 1  | 1  | 1  | 1  | 1  | 2  | 2  | 2  | 2  | 2  | 2  | 2  |   |
| Peñarol              | 5         | 4  | 3  | 4  | 3  | 3  | 3  | 3  | 3  | 3  | 3  | 3  | 3  | 3  | 3  | 3  | 3  | 3  | 3  | 3  | 3  | 3  | 3  | 3  | 3  | 3  | 3  | 3  | 3  | 3  | 3  | 3  | 3  | 3  | 3  | 3  | 3  |   |
| Defensor Sporting    | 7         | 7  | 7  | 7  | 7  | 6  | 6  | 4  | 4  | 5  | 5  | 5  | 5  | 4  | 4  | 4  | 4  | 4  | 4  | 4  | 4  | 4  | 4  | 4  | 4  | 4  | 4  | 4  | 4  | 4  | 4  | 4  | 4  | 4  | 4  | 4  | 4  |   |
| River Plate          | 6         | 6  | 6  | 5  | 5  | 4  | 5  | 6  | 6  | 6  | 6  | 6  | 6  | 6  | 6  | 6  | 6  | 6  | 7  | 6  | 5  | 5  | 5  | 5  | 5  | 5  | 5  | 5  | 5  | 5  | 6  | 5  | 6  | 6  | 5  | 5  | 5  |   |
| Deportivo Maldonado  | 3         | 3  | 4  | 3  | 4  | 5  | 4  | 5  | 5  | 4  | 4  | 4  | 4  | 5  | 5  | 5  | 5  | 5  | 6  | 5  | 6  | 6  | 6  | 6  | 6  | 6  | 6  | 7  | 6  | 7  | 7  | 7  | 5  | 5  | 6  | 6  | 6  |   |
| Danubio              | 8         | 9  | 8  | 8  | 8  | 8  | 8  | 7  | 7  | 7  | 8  | 8  | 9  | 9  | 9  | 9  | 8  | 8  | 9  | 9  | 9  | 9  | 9  | 9  | 9  | 9  | 9  | 9  | 9  | 9  | 9  | 8  | 8  | 8  | 10 | 9  | 7  |   |
| Boston River         | 4         | 5  | 5  | 6  | 6  | 7  | 7  | 8  | 8  | 8  | 7  | 7  | 8  | 7  | 7  | 7  | 7  | 7  | 5  | 7  | 7  | 8  | 8  | 7  | 7  | 7  | 7  | 6  | 7  | 6  | 5  | 6  | 7  | 7  | 7  | 7  | 8  |   |
| Montevideo Wanderers | 9         | 10 | 9  | 9  | 9  | 9  | 9  | 9  | 9  | 9  | 9  | 9  | 7  | 8  | 8  | 8  | 9  | 9  | 8  | 8  | 8  | 7  | 7  | 8  | 8  | 8  | 8  | 8  | 8  | 8  | 8  | 9  | 9  | 10 | 9  | 10 | 9  |   |
| Racing               | 16        | 15 | 15 | 15 | 16 | 13 | 14 | 10 | 12 | 10 | 10 | 12 | 12 | 12 | 14 | 16 | 13 | 11 | 13 | 13 | 13 | 13 | 13 | 13 | 13 | 14 | 13 | 11 | 10 | 10 | 11 | 10 | 10 | 9  | 8  | 8  | 10 |   |
| Cerro Largo          | 11        | 12 | 12 | 11 | 11 | 11 | 11 | 11 | 10 | 11 | 11 | 10 | 10 | 10 | 10 | 11 | 11 | 10 | 11 | 10 | 11 | 11 | 11 | 10 | 11 | 10 | 10 | 10 | 11 | 11 | 13 | 13 | 11 | 11 | 11 | 11 | 11 |   |
| Cerro                | 15        | 8  | 10 | 12 | 12 | 15 | 12 | 13 | 14 | 13 | 16 | 16 | 15 | 16 | 13 | 13 | 14 | 15 | 12 | 11 | 10 | 10 | 10 | 11 | 12 | 11 | 11 | 12 | 12 | 13 | 10 | 11 | 13 | 13 | 13 | 13 | 12 |   |
| Fénix                | 10        | 11 | 11 | 10 | 10 | 10 | 10 | 12 | 11 | 12 | 12 | 11 | 11 | 11 | 12 | 12 | 12 | 13 | 10 | 12 | 12 | 12 | 12 | 12 | 10 | 12 | 12 | 13 | 13 | 12 | 12 | 12 | 12 | 12 | 12 | 12 | 13 |   |
| Montevideo City      | 12        | 13 | 13 | 13 | 13 | 14 | 15 | 15 | 13 | 14 | 13 | 13 | 13 | 14 | 15 | 14 | 15 | 14 | 15 | 15 | 15 | 14 | 15 | 15 | 15 | 13 | 14 | 15 | 15 | 15 | 14 | 15 | 15 | 14 | 14 | 14 | 14 |   |
| Plaza Colonia        | 13        | 14 | 14 | 14 | 14 | 12 | 13 | 14 | 15 | 15 | 15 | 15 | 14 | 15 | 16 | 15 | 16 | 16 | 16 | 16 | 16 | 16 | 16 | 16 | 16 | 16 | 16 | 16 | 16 | 16 | 16 | 16 | 16 | 16 | 16 | 15 | 15 |   |
| La Luz               | 14        | 16 | 16 | 16 | 15 | 16 | 16 | 16 | 16 | 16 | 14 | 14 | 16 | 13 | 11 | 10 | 10 | 12 | 14 | 14 | 14 | 15 | 14 | 14 | 14 | 15 | 15 | 14 | 14 | 14 | 15 | 14 | 14 | 15 | 15 | 16 | 16 |   |

## Definición del campeonato
| Equipo    | Método de clasificación     |
| --------- | --------------------------- |
| Peñarol   | Campeón del Torneo Apertura |
| Liverpool | Campeón del Torneo Clausura |
| Liverpool | Ganador de la Tabla Anual   |

|  | Semifinal | Semifinal |  |  | Final     | Final | Final |
|  |           |           |  |  |           |       |       |
|  |           |           |  |  |           |       |       |
|  | Liverpool | 0         |  |  |           |       |       |
|  | Peñarol   | 1         |  |  |           |       |       |
|  |           |           |  |  |           |       |       |
|  |           |           |  |  | Liverpool | 2     | 1     |
|  |           |           |  |  | Peñarol   | 0     | 0     |
|  |           |           |  |  |           |       |       |

### Semifinal
| Semifinal; 9 de diciembre | Liverpool | 0:1 (0:0, 0:0) (t. s.) | Peñarol        | Estadio Centenario, Montevideo                    |                                                   |
| 19:30 (UTC-3)             |           | Reporte                | Hernández 120' | Árbitro(s): Mathías de Armas VAR: Leodán González | Árbitro(s): Mathías de Armas VAR: Leodán González |

### Finales
| Final - ida; 13 de diciembre | Liverpool                    | 2:0 (0:0) | Peñarol | Estadio Belvedere, Montevideo                    |                                                  |
| 17:00 (UTC-3)                | Vecino 70' · Bentancourt 81' | Reporte   |         | Árbitro(s): Esteban Ostojich VAR: Antonio García | Árbitro(s): Esteban Ostojich VAR: Antonio García |

| Final - vuelta; 16 de diciembre | Peñarol | 0:1 (0:1) | Liverpool       | Estadio Campeón del Siglo, Montevideo           |                                                 |
| 19:00 (UTC-3)                   |         | Reporte   | Bentancourt 25' | Árbitro(s): Andrés Matonte VAR: Leodán González | Árbitro(s): Andrés Matonte VAR: Leodán González |

|                                            |
| Bandera de Uruguay                         |
| Campeón Uruguayo 2023 Liverpool 1.° título |

## Goleadores
| Jugador              | Club          | Goles | PJ | GPP  |
| -------------------- | ------------- | ----- | -- | ---- |
| Juan Ignacio Ramírez | Nacional      | 19    | 34 | 0.56 |
| Matías Arezo         | Peñarol       | 18    | 33 | 0.55 |
| Osinachi Ebere       | Plaza Colonia | 17    | 35 | 0.49 |
| Rubén Bentancourt    | Liverpool     | 13    | 24 | 0.54 |
| Matías Arezo         | Peñarol       | 12    | 18 | 0.67 |

## Premios AUF
La AUF, con el apoyo de la Mutual Uruguaya de Futbolistas Profesionales, premia a los mejores jugadores, técnicos y árbitros del torneo. El Equipo Técnico de análisis para designar las premiaciones estuvo integrado por Eduardo Arismendi, Gustavo Bañales, Luciano Cafú Barbosa, Pablo Fandiño, Ernesto Filippi, Jorge Giordano, Richard Pellejero, Gregorio Pérez, Ignacio Risso, Rodrigo Romano y Jorge Seré.

### Premios mensuales
| Mes                           | Jugador del Mes             | Joven Talento sub-21              | Mejor Gol del Mes                   | Mejor atajada                    | Fechas                         | Referencia |
| ----------------------------- | --------------------------- | --------------------------------- | ----------------------------------- | -------------------------------- | ------------------------------ | ---------- |
| Febrero de 2023               | Matías Arezo Peñarol        | Santiago Homenchenko Peñarol      | Matías Alfonso River Plate          | Darío Denis Cerro                | 1-4 Apertura                   | AUF        |
| Marzo de 2023                 | Guillermo May Danubio       | Andrés Ferrari Defensor Sporting  | Osinachi Ebere Plaza Colonia        | Fabrizio Correa River Plate      | 5-8 Apertura                   | AUF        |
| Abril de 2023                 | Abel Hernández Peñarol      | Cristian Olivera Boston River     | Abel Hernández Peñarol              | Juan González Boston River       | 9-13 Apertura                  | AUF        |
| Mayo / Junio de 2023          | Rubén Bentancourt Liverpool | Faustino Barone River Plate       | Rubén Bentancourt Liverpool         | Mauro Silveira Wanderers         | 13-15 Apertura, 1-3 Intermedio | AUF        |
| Julio de 2023                 | Abel Hernández Peñarol      | Anderson Duarte Defensor Sporting | Yonatan Rodríguez Nacional          | Rodrigo Formento River Plate     | 4-7 Intermedio                 | AUF        |
| Agosto / Septiembre de 2023   | Matías Arezo Peñarol        | Maximiliano Juambeltz Fénix       | Tomás Fernández Deportivo Maldonado | Andrés Mehring Fénix             | 1-3 Clausura                   | AUF        |
| Octubre de 2023               | Sebastián Rodríguez Peñarol | Nicolás Siri Montevideo City      | Alfonso Barco Defensor Sporting     | Gastón Guruceaga Montevideo City | 4-7 Clausura                   | AUF        |
| Noviembre / Diciembre de 2023 | Thiago Vecino Liverpool     | Luciano Rodríguez Liverpool       | Luciano Rodríguez Liverpool         | Sebastián Britos Liverpool       | 8-15 Clausura, Finales         | AUF        |

### Premios Anuales
| Premio                  | Ganador                                       |
| ----------------------- | --------------------------------------------- |
| Mejor Jugador           | Federico Pereira Liverpool                    |
| Joven Talento           | Luciano Rodríguez Liverpool                   |
| Mejor Director Técnico  | Jorge Bava Liverpool                          |
| Mejor Debutante         | Mateo Antoni Liverpool                        |
| Jugador del Público     | Matías Arezo Peñarol                          |
| Atajada del Año         | Sebastián Britos Liverpool                    |
| Gol del Año             | Abel Hernández Peñarol                        |
| Fair Play               | Deportivo Maldonado                           |
| Jugador con más minutos | Mauro Silveira Montevideo Wanderers           |
| Valla Menos Vencida     | Matías Dufour Nicolás Rossi Defensor Sporting |
| Goleador                | Juan Ignacio Ramírez Nacional                 |

### 11 ideal
| Posición      | Jugadores |
| ------------- | --- |
| Golero        | Sebastián Britos Liverpool |
| Defensa       | Miguel Samudio Liverpool Juan Izquierdo Liverpool Federico Pereira Liverpool Juan Pintado Defensor Sporting                                                                                      |
| Mediocampista | Sebastián Rodríguez Peñarol Alan Medina Liverpool Marcelo Meli Liverpool |
| Delantero     | Matías Arezo Peñarol Juan Ignacio Ramírez Nacional Luciano Rodríguez Liverpool |
| Suplentes     | Mauro Goicoechea Danubio Mateo Antoni Liverpool Mauro Brasil Cerro Largo Nicolás Fonseca Montevideo Wanderers Tiago Palacios Montevideo City Rubén Bentancourt Liverpool Thiago Vecino Liverpool |

## Récords
- Primer gol de la temporada: Emiliano Gómez de  Boston River vs.  Racing (4 de febrero de 2023)
- Último gol de la temporada: Rubén Bentancourt de  Liverpool vs.  Peñarol (16 de diciembre de 2023)
- Mayor número de goles marcados en un partido: 7 goles:

 La Luz 3 – 4  Peñarol (13 de febrero de 2023)
- Mayor victoria local:

 Danubio 5 – 0  Plaza Colonia (26 de febrero de 2023)
- Mayor victoria visitante:

 River Plate 0 – 4  Defensor Sporting (30 de abril de 2023)
Montevideo City 0 – 4 Nacional (14 de mayo de 2023)
- Mayor racha de victorias consecutivas:  Liverpool (6 partidos)
- Mayor racha de partidos sin perder:  Defensor Sporting (10 partidos)
- Mayor racha de partidos sin ganar:  Plaza Colonia (14 partidos)
- Mayor racha de derrotas consecutivas:  La Luz (5 partidos)

## Resumen de la temporada 2023
| Competición         | Campeón               | Subcampeón        |
| ------------------- | --------------------- | ----------------- |
| Supercopa Uruguaya  | Liverpool (2)         | Nacional          |
| Torneo Apertura     | Peñarol (6)           | Nacional          |
| Torneo Intermedio   | Liverpool (2)         | Defensor Sporting |
| Torneo Clausura     | Liverpool (2)         | Peñarol           |
| Campeonato Uruguayo | Liverpool (1)         | Peñarol           |
| Copa Uruguay        | Defensor Sporting (2) | Montevideo City   |

### Clasificados a laCopa Libertadores 2024
|           |           |           |                   |
| Liverpool | Peñarol   | Nacional  | Defensor Sporting |
| Uruguay 1 | Uruguay 2 | Uruguay 3 | Uruguay 4         |

### Clasificados a laCopa Sudamericana 2024
|                      |           |             |           |
| Montevideo Wanderers | Racing    | Cerro Largo | Danubio   |
| Uruguay 1            | Uruguay 2 | Uruguay 3   | Uruguay 4 |